# Mercy (Moselle)
Pour les articles homonymes, voir Mercy.
Mercy est un village et une ancienne commune de Moselle située entre le quartier de Metz La Grange-aux-Bois et la commune d’Ars-Laquenexy à laquelle elle appartient aujourd’hui.

## Géographie

### Climat
Un climat tempéré chaud est présent à Ars-Laquenexy. Les précipitations en Ars-Laquenexy sont significatives, avec des précipitations même pendant le mois le plus sec. La classification de Köppen-Geiger est de type Cfb. En moyenne la température à Ars-Laquenexy est de 9.6 °C. Les précipitations annuelles moyennes sont de 773 mm.

## Toponymie
Le nom de la localité est attesté sous les formes Marceyum (962) ; Mercey (1404) ; Marsy (1414) ; Marcy-le-Hault (XVIe siècle) ; Merci-le-Hault (1552) ; Mercy-le-Haut (XVIIIe siècle) ; Mercy-le-Château (1722).

Anciennes mentions : Mercy le Haut (carte de Cassini), Mercy-le-Haut (1793), Merci-le-Haut (1801), Mercy-lès-Metz (1862).

Appelée « Merci-le-Haut » en 1801, avant de retrouver avec un -y son nom de Mercy-le-Haut après la guerre de 1870[réf. nécessaire].

En allemand : Mercy bei Metz (1915-1918), Obermerzig (1940-1944).

## Histoire
La commune se nomme Mercy-le-Haut en 1793.
Par décret du 7 janvier 1805, Mercy-le-Haut est distrait du 2e canton de Metz et réuni au canton de Pange.
La commune devient Mercy-lès-Metz en 1862 et se voit rattachée à Ars-Laquenexy en 1891.
Durant l’annexion le nom de la commune devient Mercy bei Metz.
Le bois de Mercy contient des ouvrages des fortifications de Metz : le groupe fortifié La Marne, initialement nommé Feste Mercy.
Le site du château de Mercy a été choisi comme site d’aménagement et du projet de nouveau centre hospitalier régional.

## Démographie
| 1793 | 1800 | 1806 | 1821 | 1836 | 1841 | 1861 | 1866 | 1872 | 1876 | 1881 |
| ---- | ---- | ---- | ---- | ---- | ---- | ---- | ---- | ---- | ---- | ---- |
| 75   | 77   | 68   | 52   | 56   | 38   | 60   | 51   | 22   | 27   | 30   |

## Lieux et monuments
- Ruine d’une villa gallo-romaine
- Château de Mercy et sa chapelle
- Groupe fortifié La Marne
- Hôpital de Mercy (CHR Metz-Thionville)